# Abgeordnetenkammer (Bolivien)
Die Abgeordnetenkammer (spanisch: Cámara de Diputados) ist das Unterhaus der Plurinationalen Legislativversammlung von Bolivien. Die Zusammensetzung und die Befugnisse dieser Kammer sind in der Verfassung festgelegt. Der Sitzungssaal befindet sich im Parlamentsgebäude an dem Plaza Murillo in La Paz.

## Geschichte
Die Verfassung von 1831 etablierte die nationale Legislative bestehend aus dem Senat und dem Repräsentantenhaus, und erst 1861 wurde das Unterhaus zur Abgeordnetenkammer. Einige Jahre später, mit der Reform  von 1868, hieß die Abgeordnetenkammer erneut Repräsentantenhaus. Im Jahr 1871 erhielt das bolivianische Unterhaus jedoch endgültig den Namen Abgeordnetenkammer.

## Zusammensetzung
Das Abgeordnetenhaus hat 130 Mitglieder, von denen knapp die Hälfte über Direktmandat in Wahlbezirken gewählt wird. Die restlichen Abgeordneten werden im Rahmen eines Verhältniswahlrechts aus landesweiten Parteilisten gewählt. Es gibt eine Frauenquote von 50 Prozent und für indigene Bolivianer reservierte Sitze.

### Mehrheitsverhältnisse
Die Wahlen von Oktober 2020 brachten folgende Mehrheitsverhältnisse hervor:
| Partei/Koalition | Partei/Koalition         | Stimmen   | %     | Sitze |
| ---------------- | ------------------------ | --------- | ----- | ----- |
|                  | Movimiento al Socialismo | 3.393.978 | 55,10 | 75    |
|                  | Comunidad Ciudadana      | 1.775.943 | 28,83 | 39    |
|                  | Creemos                  | 862.184   | 14,00 | 16    |